# César Cueto
César Augusto Cueto Villa (Lima, 6 de juny de 1952) és un exfutbolista peruà de la dècada de 1970.
Va formar part de l'equip peruà a la Copa del Món de 1978 i de 1982. També guanyà la Copa Amèrica de futbol de 1975. Disputà 51 partits amb la selecció.
Pel que fa a clubs, defensà els colors de Alianza Lima, Deportivo Municipal, América de Cali o Atlético Nacional.